# Basilika
Ordet basilika kommer af græsk: basilike (stoa) = "kongelig (søjlehal). Det er en bygningstype, som stammer fra det klassiske Rom og Grækenland, og som i sin oprindelige form bestod af et hovedrum, midterskibet, med sideskibe på langsiderne. Midterskibet var som regel højere og bredere end sideskibene, og det kunne være udbygget med en apsis i den ene eller begge ender. Væggene mellem midterskibet og sideskibene var gennembrudt, så der dannedes kolonnader eller buegange.
Basilikatypen blev fastholdt længe i de romerske kirker, og den dannede forbillede for de ældste kirker i store dele af det øvrige Europa. Typen blev efterhånden udviklet til den romanske basilikakirke, der var tilført træk som tværskibe, hvælvinger og tårne. Ribe og Viborg domkirker er eksempler på de romanske basilikakirker. Typen blev fortsat udviklet i gotikken, hvor midterskibet blev forhøjet, så der kunne indsættes vinduer over sideskibene. Århus Domkirke er et eksempel på en gotisk basilika.

## Ekstern henvisning
- The Early Christian Basilica